# Amt Schneverdingen
Das Amt Schneverdingen war ein historisches Verwaltungsgebiet des Königreichs Hannover. Übergeordnete Verwaltungsebene war die Landdrostei Stade.

## Geschichte
Das Amt wurde im Zuge der Verwaltungsreform von 1852 aus den bisher zu Rotenburg (Wümme) gehörenden Amtsvogteien Schneverdingen und Neuenkirchen gebildet, jedoch schon 1859 aufgehoben und in das Amt Soltau eingegliedert. Das Gebiet wechselte damit auch aus der Zuständigkeit der Landdrostei Stade in diejenige der Landdrostei Lüneburg.

## Gemeinden
Dem Amt gehörten bei seiner Aufhebung folgende Gemeinden an:
| - Behningen - Brochdorf - Delmsen - Fintel - Gilmerdingen - Großenwede | - Grauen - Heber - Ilhorn - Insel - Langeloh - Lünzen | - Neuenkirchen - Schneverdingen - Schwalingen - Schülern - Sprengel | - Tewel - Wesseloh - Wintermoor - Wolterdingen - Zahrensen |

- Karte mit allen verlinkten Seiten:
- OSM |
- WikiMap

## Amtmänner
- 1852–1854: Carl Friedrich Wilhelm Flügge, Amtmann
- 1855–1859: Johann August Hermann Stuckenschmidt, Amtsassessor